# Олімпіакос (футбольний клуб, Пірей)
У Вікіпедії є статті про інші спортивні клуби з назвою Олімпіакос
«Олімпіакос» (грец. Ολυμπιακός), або ФК «Олімпіакос» (грец. ΠΑΕ Ολυμπιακός), або КПП «Олімпіакос» (грец. Oλυμπιακός Σύνδεσμος Φιλάθλων Πειραιώς — укр. Клуб поціновувачів Пірея «Олімпіакос») — професіональний грецький футбольний клуб з міста Пірея (портове місто поблизу Афін).

## Історія
«Олімпіакос» заснований 1925 року в Піреї п'ятьма братами Яннісом, Діносом, Йоргосом, Василіос та Леонідасом Адріанопулу. В 1930-х роках клуб швидко розвивався, здобув кілька переміг поспіль в чемпіонаті Пірея у 1925, 1926, 1927 роках. В сезоні 1930/1931 року «Олімпіакос» вперше в своїй історії стає чемпіоном Греції. Брати Андріанопулу в цей час починають займатись політикою. За їх особистого сприяння розпочинається будівництво стадіону «Караїскакіс».
До 1940 року «Олімпіакос» шестикратно здобуває чемпіонство у Грецькій Суперлізі в 11 сезонах. До 1960 року команда мала 15 чемпіонських титулів, виграла 9 Кубків Греції, здійснивши 6 дублів. 1950-ті роки вважаються «золотою добою» Олімпіакоса. Легендарні гравці Олімпіакосу 1950-х років, серед яких Андреас Муратіс, Іліас Россідіс, Танасіс Бебіс, Еліас Іфантіс, Костас Поліхрон, Йоргос Дарівас і Теодорідіс Савас, вибороли чемпіонський титул шість разів поспіль в період з 1954 по 1959 роки, поєднавши його із Кубком в 1957, 1958 і 1959 роках. Донині жодний футбольний клуб в історії грецького футболу не зміг повторити трикратний дубль в сезонах поспіль.
Донині «Олімпіакос» вважається одним з трьох найкращих футбольних клубів Греції, і одним з трьох, які жодного разу не потрапляли до нижчого дивізіону. «Олімпіакос», безумовно, найтитулованіший футбольний клуб Греції: 48 національний титул, 29 Кубків Греції з футболу, 4 Суперкубки Греції та 1 Балканського Кубка — це набагато більше, аніж будь-який інший грецький клуб. У Європі «Олімпіакос» виграв Лігу конференцій УЄФА в сезоні 2023–24 та двічі доходив до чвертьфіналу Ліги чемпіонів (сезони 1992—1993 та 1998—1999). Клуб — один із засновників Асоціації клубів Європи.
Попри те, що в сезоні 2009—2010 «Панатінаїкос» перервав багаторічну гегемонію в Альфа Етнікі, в сезоні 2010–2011 Олімпіакос знову став чемпіоном Греції, в останньому матчі АЕК розгромивши з рахунком 6:0. Надалі ще сім сезонів поспіль «Олімпіакос» незмінно ставав чемпіоном країни.
Сезон 2017/18 видався одним з найгірших в останнім часом. Після семи поспіль чемпіонств клуб зайняв лише третє місце, пропустивши вперед АЕК і ПАОК. У Кубку Греції справи йшли не краще — поразка від АЕКа у чвертьфіналі. До Ліги чемпіонів клуб пробрався через кваліфікацію, пройшовши сербський «Партизан» і хорватську «Рієку». Але ось в групі з «Ювентусом», «Барселоною» і «Спортінгом» зумів добути лише одне очко, зігравши вдома з «Барселоною» по нулях. У тому сезоні команду очолювали одразу 6 тренерів, які працювали від 4 місяців до 4 днів.

### Історія форми

#### Основна
| 1925 | 1961 | 1962–65 | 1965–66 | 1971–72 | 1977–78 | 1979–80 | 1984–85 | 1994–95 | 1997–99 | 1999–00 |

| 2000–01 | 2001–02 | 2002–03 | 2004–05 | 2005–06 | 2006–07 | 2007–08 | 2011–12 | 2012–13 | 2013–15 | 2015–16 |

| 2016–17 | 2017–18 | 2018–19 |

#### Запасна
| 1999–00 | 2000–01 | 2001–02 | 2002–03 | 2005–06 | 2006–07 | 2007–08 |  | 2011–12 | 2012–13 | 2013–15 | 2015–16 |

| 2016–17 | 2017–18 |

## Логотипи

1959–1973 роки
2003–2013 роках
2013–2024

## Поточний склад

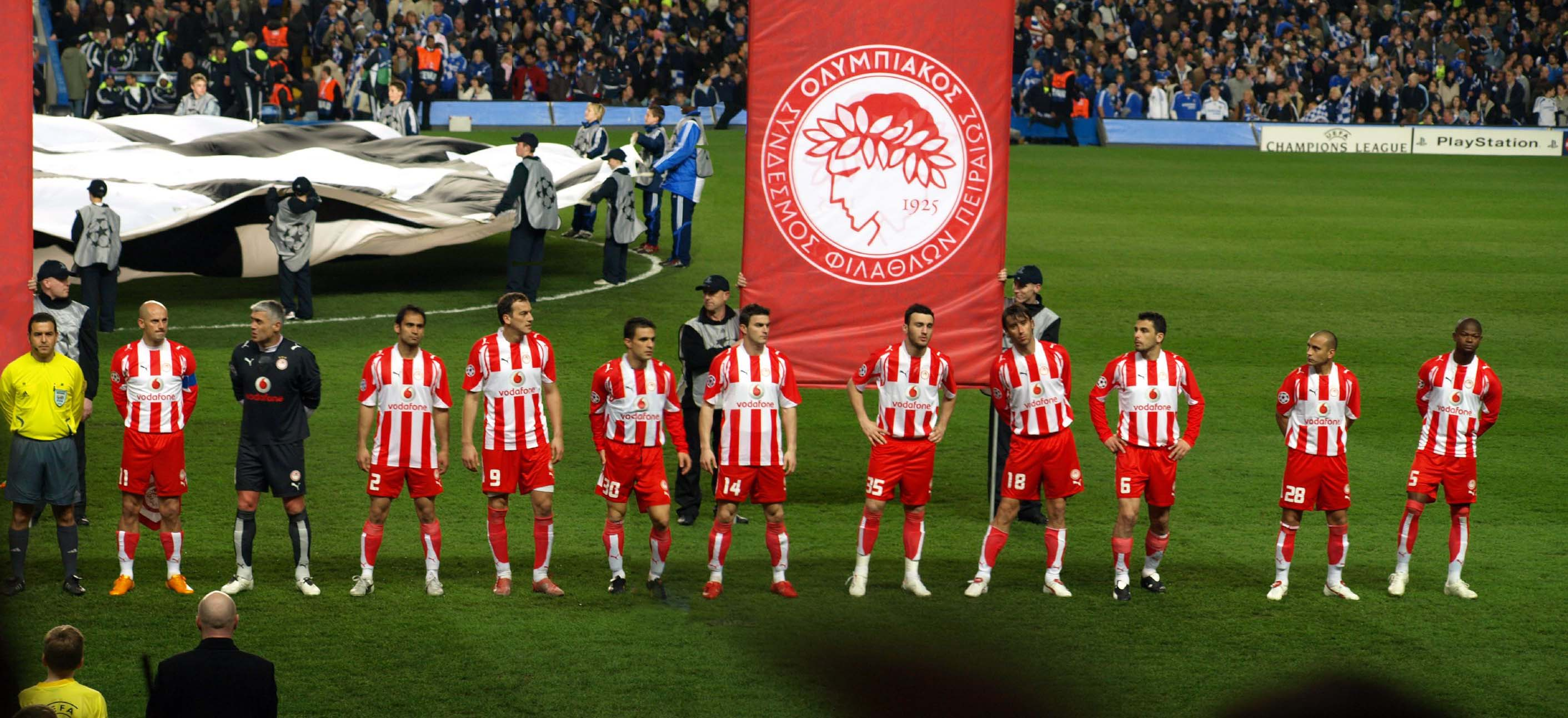
«Олімпіакос» у 2008 році

Станом на 19 лютого 2025
| №  | Поз. | Нац.          | Гравець                                        |
| -- | ---- | ------------- | ---------------------------------------------- |
| 1  | ВР   | Греція        | Александрос Пасхалакіс                         |
| 3  | ЗХ   | Аргентина     | Франсіско Ортега                               |
| 4  | ЗХ   | Франція       | Жюліан Б'янкон                                 |
| 5  | ЗХ   | Італія        | Лоренцо Пірола                                 |
| 8  | ПЗ   | Нова Зеландія | Марко Стаменич (в оренді з «Ноттінгем Форест») |
| 9  | НП   | Марокко       | Аюб Ель-Каабі                                  |
| 10 | НП   | Португалія    | Желсон Мартінш                                 |
| 11 | НП   | Норвегія      | Крістоффер Вельде                              |
| 14 | ПЗ   | Іспанія       | Дані Гарсія                                    |
| 16 | ЗХ   | Ангола        | Давід Карму (в оренді з «Ноттінгем Форест»)    |
| 17 | НП   | Україна       | Роман Яремчук                                  |
| 20 | ЗХ   | Португалія    | Коштінья                                       |
| 21 | ПЗ   | Португалія    | Андре Орта (в оренді з «Браги»)                |

| №  | Поз. | Нац.       | Гравець                            |
| -- | ---- | ---------- | ---------------------------------- |
| 22 | ПЗ   | Португалія | Шикінью                            |
| 23 | ЗХ   | Бразилія   | Родіней                            |
| 31 | ВР   | Греція     | Ніколаос Ботіс                     |
| 32 | ПЗ   | Аргентина  | Сантьяго Ессе                      |
| 45 | ЗХ   | Греція     | Панайотіс Рецос (капітан)          |
| 50 | НП   | Гондурас   | Луїс Пальма (в оренді з «Селтіка») |
| 64 | ПЗ   | Греція     | Антоніс Папаканеллос               |
| 70 | ЗХ   | Нігерія    | Бруно Оньємаєчі                    |
| 84 | НП   | Греція     | Хараламбос Костулас                |
| 88 | ВР   | Греція     | Константінос Цолакіс               |
| 96 | ПЗ   | Греція     | Христос Музакітіс                  |
| 97 | ПЗ   | Туреччина  | Юсуф Язиджи                        |
| 99 | ВР   | Греція     | Александрос Анагностопулос         |
|    | ПЗ   | Португалія | Діогу Насіменту                    |

## Досягнення
- Чемпіон Греції (48) — 1931, 1933, 1934, 1936, 1937, 1938, 1947, 1948, 1951, 1954, 1955, 1956, 1957, 1958, 1959, 1966, 1967, 1973, 1974, 1975, 1980, 1981, 1982, 1983, 1987, 1997, 1998, 1999, 2000, 2001, 2002, 2003, 2005, 2006, 2007, 2008, 2009, 2011, 2012, 2013, 2014, 2015, 2016, 2017, 2020, 2021, 2022, 2025
- Володар Кубка Греції (29) — 1947, 1951, 1952, 1953, 1954, 1957, 1958, 1959, 1960, 1961, 1963, 1965, 1968, 1971, 1973, 1975, 1981, 1990, 1992, 1999, 2005, 2006, 2008, 2009, 2012, 2013, 2015, 2020, 2025
- Володар Суперкубка Греції (4) — 1980, 1987, 1992, 2007[8]
- Володар Балканського Кубка (1) — 1963
- Переможець Ліги конференцій УЄФА (1) — 2024

## Колишні тренери
- Душан Баєвич
- Алберто Бігон
- Олег Блохін
- Олег Протасов
- Сречко Катанец
- Тимур Кецбая

## Відомі гравці
Греція
- Нікос Анастопулос
- Васіліс Торосідіс
- Авраам Пападопулос
- Константінос Мітроглу
- Георгіос Галіциос
- Христос Пацатзоглу
- Антоніс Нікополідіс
- Стеліос Яннакопулос

Інші країни
- Улоф Мельберг
- Кевін Міральяс
- Рауль Браво
- Рівалду
- Дуду Сеаренсе
- Еду Драсена
- Геннадій Литовченко
- Олег Протасов
- Рашиді Єкіні
- Златко Захович
- Яя Туре
- Роман Яремчук